# Восточная Фризия
Восто́чная Фри́зия (Восточная Фрисла́ндия, Остфрисландия нем. Ostfriesland, в.-фриз. Aastfräislound, н.-нем. Oostfreesland) — регион (нем. Ostfriesische Landschaftsverband) в федеральной земле ФРГ Нижняя Саксония.
Восточная Фризия состоит из районов (нем. Landkreisen) Аурих (нем. Aurich), Виттмунд (нем. Wittmund) и Лер (нем. Leer), а также не входящего ни в один из этих районов города Эмден (нем. Emden). Старейшим городом региона является Норден, связанный с морем короткой (трёх км) автотрассой и железнодорожной линией со своим пригородом Норддайх — известным морским курортом и пристанью, откуда осуществляется паромная связь с островами Восточно-Фризского архипелага. Основным занятием жителей региона являются сельское хозяйство и рыболовство. Общемировой известностью пользуется судостроительная верфь Мейера (нем. Meyerwerft), специализирующаяся на постройке крупных пассажирских и круизных судов. В последние годы всё большее значение приобретает туризм. Центр региона — город Аурих.

## История
Широкую известность получил король Радбод из Восточной Фризии, который в 716 году со своим войском стоял перед Кёльном и был единственным, кто победил франкского майордома Карла Мартелла.
В этом же веке началась христианизация региона, шедшая вначале с очень большим трудом. В 755 году здесь мученической смертью от руки фриза погиб Святой Бонифаций. В 785 году Карл Великий присоединил королевство фризов к своей империи.
В начале XII века на границе между саксами и фризами существовал граф Эгильмар I. Его племянник Христиан вызвал гнев Генриха Льва и был вынужден искать убежища во фризских болотах. После того, как и Лев потерял своё влияние, род саксонских графов снова набрал к началу XIII века силу. Так Бурхард Ольденбургский показал себя в 1215 году энергичным руководителем крестового похода против эстов на Балтике. Затем в 1233 году он, получив благословение от папы и поддержку от архиепископа Бремена, начал крестовый поход против крестьян-фризов. Однако они оказали, не в пример эстам, энергичное сопротивление, применив неизвестный ранее тип оружия — моргенштерн (снабжённый шипами шар на короткой цепи). Войско графа понесло потери, а сам он пал в битве. Такая же судьба постигла и его брата Генриха. Однако в конце концов колонизаторы одержали верх и в знак победы архиепископ велел создать самую большую в регионе церковь.
В XV веке территория Восточной Фризии была подчинена феодалами из рода Кирксена, получившими в 1464 году титул графов, а в 1662 году — имперских князей Восточной Фризии. После пресечения этого рода в 1744 году область была присоединена к Пруссии 23 июня того же года.
Тильзитский мир отнял область у Пруссии, в 1808—1810 годах она входила в Голландское королевство Луи Бонапарта, в 1810 году вместе с этим королевством вошла непосредственно в состав наполеоновской империи.
Венский конгресс включил территорию Восточной Фризии в состав Королевства Ганновер, после аннексии которого Пруссией в 1866 году она вновь оказалась в составе этого государства.
Как часть Пруссии Восточная Фризия в 1871 году стала частью Германской империи.
В 1946 году с образованием британскими оккупационными властями на части прусской территории новой земли Нижняя Саксония Восточная Фризия вошла в её состав.
Жители этого региона на протяжении более 1000 лет с переменным успехом вели борьбу с наступающим морем, сооружая дамбы (нем. Deich) и строя каналы (нем. Siel) для осушения отвоёванной у моря земли. Существует мнение, что проведённые при этом земляные работы относятся к числу самых грандиозных монументальных построек в истории человека. Выполнение этих работ требовало коллективного участия практически всего местного населения, и это способствовало возникновению специфической жизненной философии и коллективистской морали.